# 717. grenadirski polk (Wehrmacht)
717. grenadirski polk (izvirno nemško 717. Grenadier-Regiment; kratica 717. GR) je bil pehotni polk Heera v času druge svetovne vojne.

## Zgodovina
Polk je bil ustanovljen februarja 1945 in dodeljen 153. grenadirski diviziji.